# 德班审议大会
德班审议大会（英語：Durban Review Conference）是2009年联合国世界反种族主义大会（2009 United Nations World Conference Against Racism）的官方名称，于2009年4月20日在联合国欧洲总部瑞士日内瓦万国宫开幕，会议预计长达五天。
由于极端反对以色列和否定犹太人大屠杀的伊朗伊斯兰共和国总统马哈茂德·艾哈迈迪内贾德的出席，使得本次大会受到许多西方国家的抵制。在会议的第一天，艾哈迈迪内贾德发表演说，抨击以色列政府是“最残暴的种族主义政权”，又将美国及一些欧洲国家描述为“罪犯帮凶”，导致来20多个西方国家的代表在演讲期间退出会场以示抗议。而演讲结束后，联合国秘书长潘基文对艾哈迈迪内贾德的讲话表示遗憾，同时也批评了部分西方国家的抵制行为。